# Josef Matthias Hauer
Josef Matthias Hauer (* 19. März 1883 in Wiener Neustadt als Josef Hauer; † 22. September 1959 in Wien) war ein österreichischer Komponist und Musiktheoretiker.

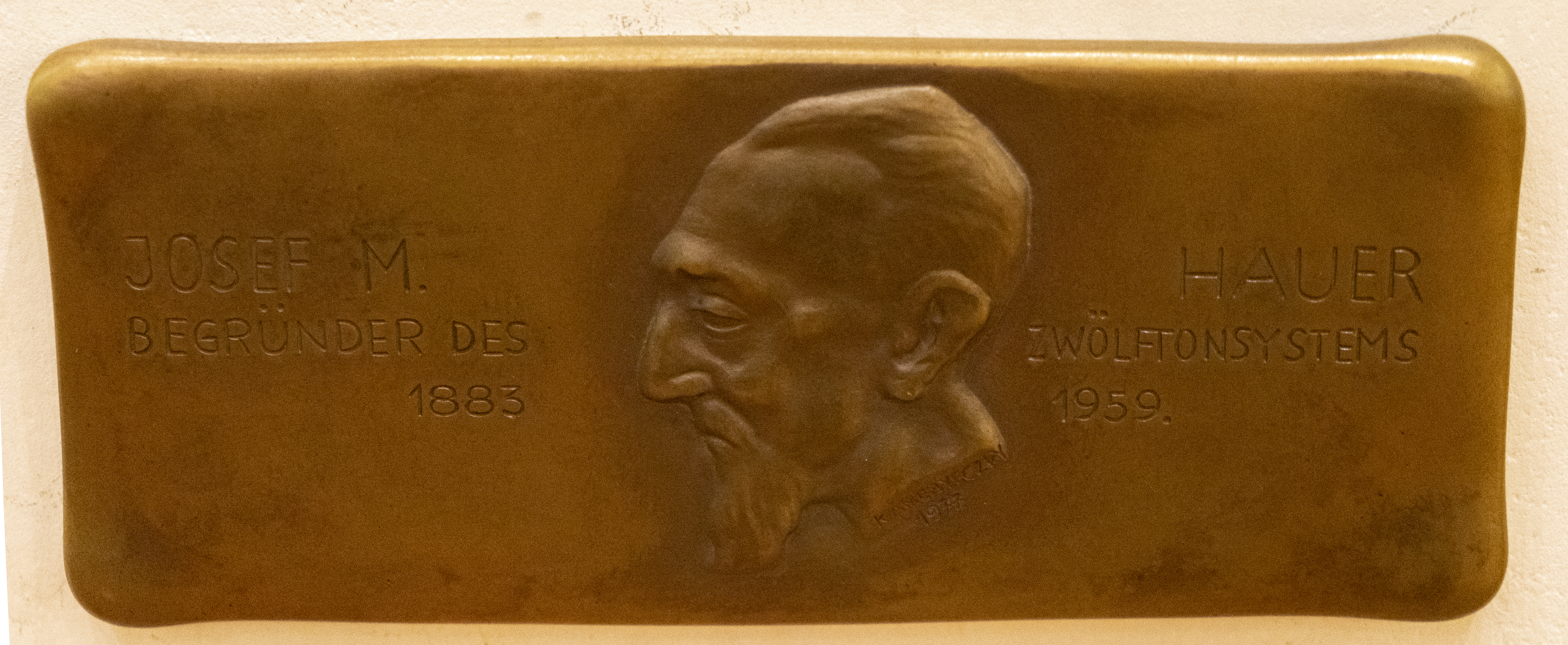
Plakette im Bezirksmuseum Josefstadt

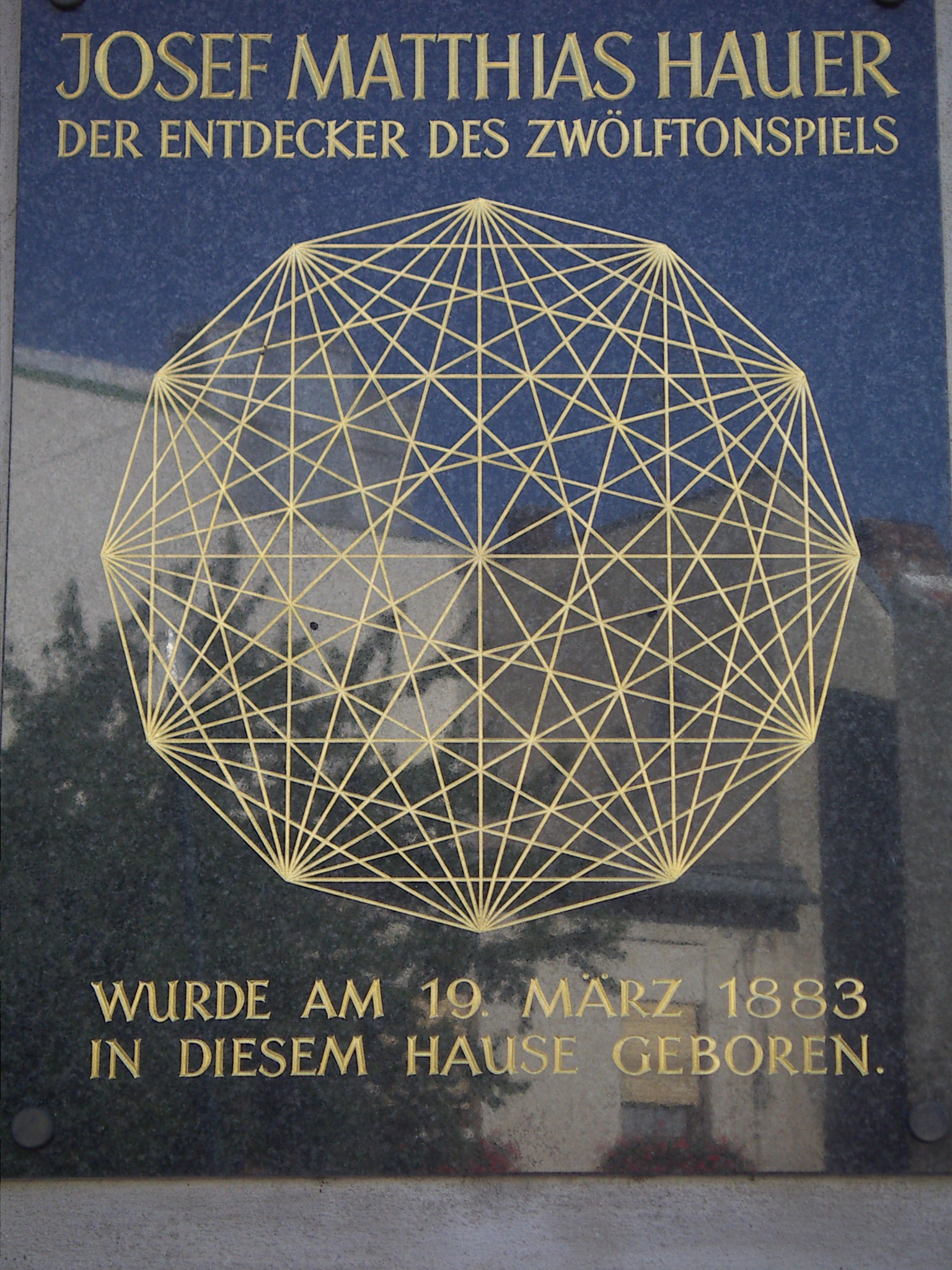
Gedenktafel am Geburtshaus

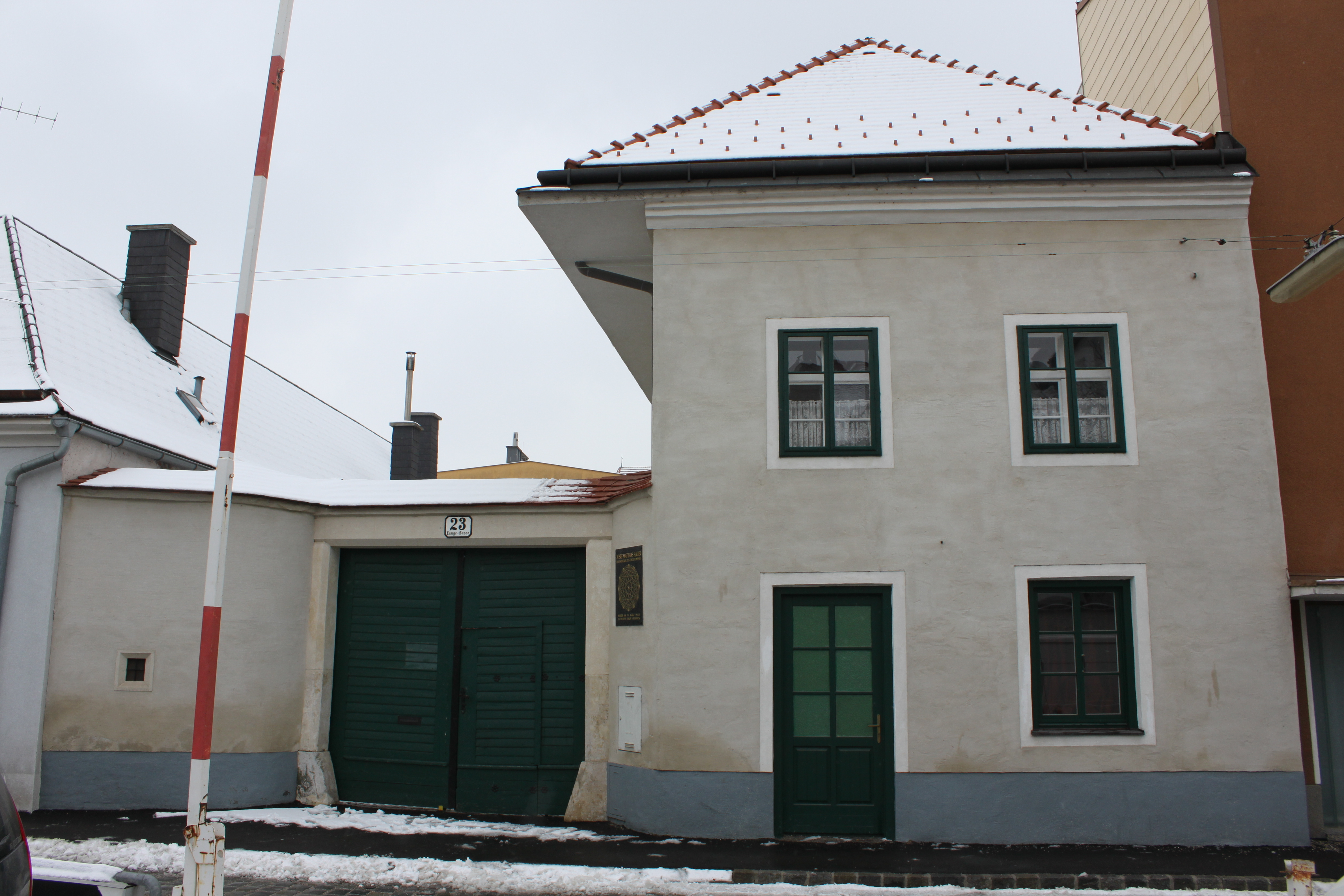
Geburtshaus in Wiener Neustadt

## Leben
Josef Hauer wurde in Wiener Neustadt, Lange Gasse 23, als Sohn des Gefängnisaufsehers Matthias Hauer geboren. Ab 1897 besuchte er die Lehrerbildungsanstalt Wiener Neustadt. Dort erhielt er Klavier-, Orgel-, Cello- und Gesangsunterricht, und er beschäftigte sich autodidaktisch mit Musiktheorie. Nach der Matura wurde er 1902 Volksschullehrer in Krumbach, 1904 in Wiener Neustadt. Nebenbei wirkte er als Organist, Chorleiter und Cellist in einem Streichquartett, und er qualifizierte sich für den Musikunterricht an Gymnasien. 1907 heiratete er Leopoldine Hönig († 1934). Aus der Ehe gingen drei Kinder hervor: Martha, Bruno und Elisabeth. 1914 wurde Hauer zum Militär einberufen. 1915 übersiedelte er nach Wien. 1918 wurde er aus dem Heer entlassen; 1919 schied er krankheitsbedingt aus dem Schuldienst aus. Ab 1922 nannte er sich zu Ehren seines Vaters Josef Matthias Hauer.
1912 hatte er begonnen, aus seinem Prinzip der „Bausteintechnik“ eine eigene Form von Zwölftonmusik zu entwickeln. Sein „Nomos“ op. 19 (August 1919) gilt als die erste Zwölftonkomposition überhaupt. Ende 1921 entdeckte Hauer die 44 Tropen („Konstellationsgruppen“, „Wendungen“) und im Jahr 1926 das zwölftönige „Kontinuum“. Gegenüber Arnold Schönbergs Methode der „Komposition mit zwölf nur aufeinander bezogenen Tönen“ fand Hauer mit seinen Theorien jedoch nur wenig Beachtung. Auch im praktischen Musikbetrieb blieb er ein Außenseiter; nur wenige seiner größeren Werke wurden zu seinen Lebzeiten aufgeführt. Zudem galt er als schwieriger Mensch und hatte Neigungen zum Antisemitismus: „Ich hoffe wirklich, daß nicht alle Juden (Mendelssohn, Heine….) so gewesen sind wie Arnold Schönberg, sonst müßte man sich doch selber auslachen oder … verachten. Dieser Sch. ist eine Rarität von einem Schwindler. […] ich erwarte von Dir diesmal eine Deiner ,hirnreinigenden’ Antworten. Als Musikant bin ich doch ein Antisemit, als Mensch zum Menschen vielleicht nicht“. Der Kritiker Hermann Bahr begann ab 1918 in seiner Kolumne Tagebuch im Neuen Wiener Journal regelmäßig auf Hauer hinzuweisen. Franz Werfel beschreibt in seinem Roman Verdi (1924) einen Sonderling namens Mathias Fischböck; Zeitgenossen glaubten darin ein Porträt Hauers zu erkennen. Ein anderer österreichischer Schriftsteller, Otto Stoessl (1875–1936), widmete dem Komponisten einen – durchaus positiv gemeinten – Schlüsselroman mit dem Titel Sonnenmelodie. Eine Lebensgeschichte (1923).
Zum Freundeskreis von Josef Matthias Hauer zählte der Philosoph Ferdinand Ebner. Er regte ihn zur Vertonung zahlreicher Texte von Friedrich Hölderlin an.

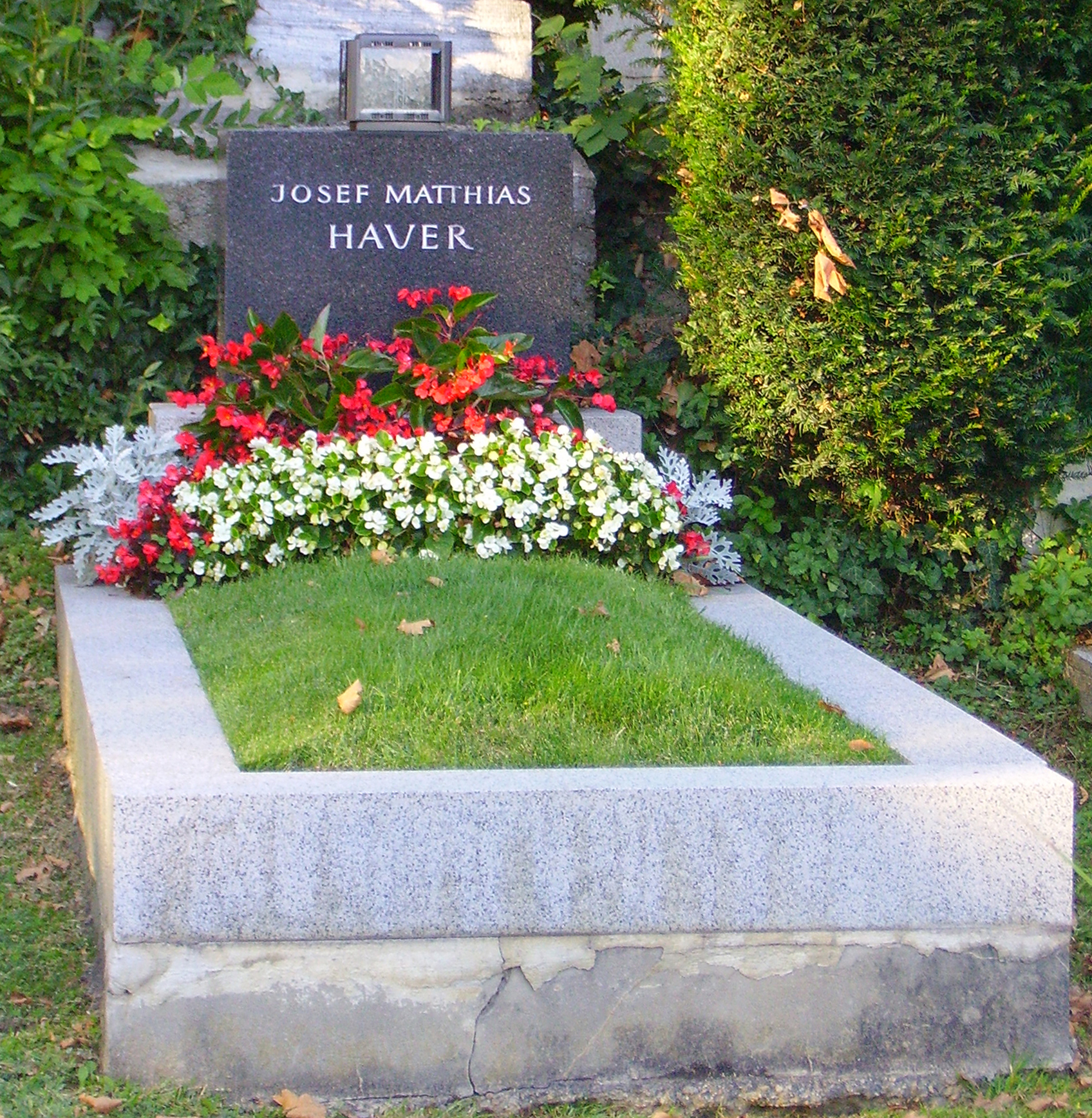
Grab am Dornbacher Friedhof

1930 gewährte die Stadt Wien Hauer eine Ehrenpension. 1935 verbot Goebbels jegliche Aufführung in Deutschland, 1938 wurde ihm die österreichische Pensionszuwendung entzogen, 1939 diffamierte ihn die Wanderausstellung „Entartete Musik“. Hauer war so zur inneren Immigration gezwungen, in der er von seinen Förderern, der Juweliersfamilie Köchert, ausgewählte geistesgeschichtliche Artikel mit Glossen kommentierte und sich neuerlich schöpferisch grundlegend mit dem I Ging befasste.
Zur Fundierung wie Weitergabe seiner Lehre gründete er das „Österreichisches Seminar für Zwölftonmusik“ in Wien 1953–1959, das als geistiges Sammelbecken galt sowie international wirkte. Wichtig für Hauer waren dazu als Seminarleiter Johannes Schwieger (1892–1970) und im weiteren Victor Sokolowski und Nikolaus Fheodoroff, dem er seinen Nachlass mit Dokumenten und vielen Quellen übereignete.
Komponisten mit Bezug zu Hauer sind zudem Carl Nielsen, Paul Hindemith, Rudolf Reti, Johann Ludwig Trepulka, Othmar Steinbauer, Paul von Klenau, Stefan Wolpe.
Mehrere Künstler widmeten dem Zwölftonkomponisten Porträt-Werke: Erwin Lang, Frieda Salvendy, Christian Schad, Ernst Hartmann, Franz Hubmann, Heinz Leinfellner, Karl Prantl, Dominik Száva, Julian Schutting.
Hauers ehrenhalber gewidmete Grabstelle befindet sich auf dem Dornbacher Friedhof in Wien (Gruppe 12, Nummer 10). Im Jahr 1988 wurde in Wien-Josefstadt (8. Bezirk) der Josef-Matthias-Hauer-Platz nach ihm benannt.
Nach ihm wurde 1977 die Josef Matthias Hauer Musikschule der Stadt Wiener Neustadt benannt. Von 1988 bis 2010 wurde am Josef Matthias Hauer Konservatorium in Wiener Neustadt eine Konzertfachausbildung sowie Ausbildung in Instrumental- und Gesangspädagogik (IGP) angeboten.

## Auszeichnungen
- 1927: Kompositionspreis der Stadt Wien
- 1934: Emil-Hertzka-Preis
- 1953: Ehrenmitglied der Wiener Konzerthausgesellschaft
- 1954: Professor
- 1954: Preis der Stadt Wien für Musik
- 1955: Großer Österreichischer Staatspreis für Musik

## Kompositorisches Schaffen
Das Schaffen Josef Matthias Hauers wird im Allgemeinen in drei Phasen eingeteilt:
- Freie atonale Phase: 1912 bis 1919 (op. 1 – op. 18)
- Frühe zwölftönige Phase: 1919 bis 1940 (op. 19 – op. 92)
- Phase des Zwölftonspiels: August 1940 bis 1959

Die erste Schaffensphase ist atonal, aber nicht konsequent zwölftönig. Zumeist wird innerhalb kürzerer Abschnitte das Tonmaterial von 9, 10, 11 oder 12 Tönen verwendet. Durch seine „Klangfarbentheorie“ (Über die Klangfarbe, 1918), die auf Goethes Farbenlehre aufbaut, gelangt er zur Forderung der Totalität bei der Verwendung des Tonmaterials, die er in seiner Schrift Vom Wesen des Musikalischen (1920) formuliert.
In seinem Aufsatz Die Tropen (in: Musikblätter des Anbruch, Universal Edition, Jg. 6 / 1, Wien 1924, S. 18–21) schreibt er:
Sehr bald hatte ich nun auch erfasst, dass die „Bausteine mit allen zwölf Tönen des Zirkels“ die eigentlich formgebenden, die musikalisch ergiebigsten sind. Das Melos ging mir auf in seiner Größe. Viele Hunderte von Melosfällen wurden gelöst, gedeutet, sinngemäß aneinandergebaut, zu immer größeren Formen, und Weihnachten 1921 war ich bereits so weit, alle Melosfälle überschauen, sie in größere und kleinere Gruppen einteilen zu können; ich entdeckte die „Tropen“, die nun an Stelle der früheren Tonarten zur praktischen Verwendung kamen. Gleich zu Beginn meiner nun bewussten Arbeit ergab sich von selbst die Regel: gleiche Töne so weit wie möglich auseinander zu rücken, damit die größte Spannung im Melos, die stärkste „Bewegung“ erzeugt wird. Das erreichte ich dadurch, dass ich immer je sechs Töne einer gewissen „Konstellation“, also zwei Gruppen innerhalb der zwölf Töne, fortwährend abwechselnd in Verwendung brachte. Für alle Melosfälle gibt es 44 Möglichkeiten (Konstellationen) dieser Teilung – daher vierundvierzig Tropen.
Die Tropentechnik basiert darauf, dass man, ausgehend von einer Einteilung des Zwölftonraumes in zwei komplementäre Hexachordgruppen, die hieraus leicht ersichtlichen Intervallverhältnisse und Symmetrien zwischen den zwölf Tönen anwendet. So lassen sich aus einer „Trope“ etwa Tonverhältnisse, Klänge und Symmetrien herauslesen, die für die Komposition verwendet werden können. Wesentlich bei der Tropentechnik ist also ein präkompositorischer Konstruktionsakt: Ausgehend von beliebigen erwünschten Eigenschaften (Reihenaufbau, klanglich, melodisch, formal…) können aus den Tropen ganz allgemein Tonstrukturen konstruiert werden, die die entsprechenden Eigenschaften erfüllen. Diese Strukturen bilden dann das Material, aus dem heraus der Kompositionsakt erfolgt – ähnlich wie eine barocke Fuge aus dem harmonischen Band der im Voraus konstruierten Generalbass-Harmonien „heraus-komponiert“ wird.
Die dritte Schaffensphase Hauers basiert weitestgehend auf dessen philosophisch-weltanschaulichen Ideen, die im Lauf seines Lebens mehr und mehr mit seinem künstlerischen Schaffen verschmelzen, was ihn jedoch mit zunehmendem Alter auch immer mehr in die Isolation trieb. In Hauers Musikdenken fließt in entscheidendem Maße die griechische und die chinesische Philosophie (besonders: Taoismus) ein. Hieraus bildet sich, in Verbindung mit harmonikalen und musiktheoretischen Überlegungen ein Weltbild, um dessen Zentrum – die Musik – sich alle Wissenschaften, Philosophien und Religionen ordnen. Das Abbild dieser philosophischen Idee von absoluter von Musik bildet das „Zwölftonspiel“, ein „Das Glasperlenspiel der zwölf temperierten Töne“, das Hauer als ein ideelles Abbild der Weltordnung begreift.

## Musikhistorische Stellung Hauers
Gegenüber der musikhistorischen Bedeutung der „Komposition mit zwölf nur aufeinander bezogenen Tönen“, wie sie von Arnold Schönberg um 1921 formuliert wurde, treten die Entwicklungen Hauers stark in den Hintergrund. Als bedeutendste Schüler Hauers, welche die Entwicklungen ihres Lehrers weitergetragen und in ihrem Sinne ausgebaut haben, sind Hermann Heiss und Othmar Steinbauer zu nennen. Die Ideen des Zwölftonspiels wurden nach Hauers Tod von Victor Sokolowski bewahrt und im Seminarform u. a. an der Wiener Musikakademie weitergepflegt.
Außerhalb von Österreich wirkte das Denken und Schaffen Hauers nur wenig nach. Positiv äußerte sich in der Nachkriegszeit John Cage über Hauer. Er schätzte den meditativen Charakter der „Zwölftonspiele“ und interessierte sich für die Tatsache, dass Hauer beim Komponieren bereits mit Zufallsoperationen gearbeitet hatte, wie sie später für die Aleatorik wichtig wurden.
Weiters wird in der englischsprachigen musiktheoretischen Literatur im Zusammenhang mit „hexachordal sets“ und der Combinatoriality oft auf Hauers Tropenlehre verwiesen.

## Hauer und Schönberg
Hauer beanspruchte für sich ein historisches Vorrecht gegenüber Arnold Schönberg, der um 1921 seine eigene Zwölftontheorie formulierte. Das persönliche Verhältnis der beiden Künstler war ambivalent. Hauer hatte seit längerem den Kontakt zu Schönberg gesucht; nach einer persönlichen Begegnung im Jahr 1917 äußerte er sich privat sehr abfällig und antisemitisch: „In allem übrigen ist er ein dumm frozzelnder, banaler ,Judenbengel’ trotz seiner 43 Jahre. Ich bin kein Heiliger, aber der Verkehr mit einem solchen Individuum beschmutzt mich.“
Dennoch kam es Anfang der 1920er Jahre noch einmal zu einem Gedankenaustausch. Hauer widmete Schönberg 1922 seine Neun Etüden (op. 22) für Klavier, und Schönberg unterbreitete Hauer in einem Brief vom 1. Dezember 1923 verschiedene Vorschläge für eine praktische Zusammenarbeit:
„Schreiben wir gemeinsam ein Buch, in welchem immer ein Kapitel von dem einen, das folgende vom anderen ist. Stellen wir darin unsere Ideen unter genauer Abgrenzung des Unterscheidenden, mit Zuhilfenahme sachlicher (aber höflicher) Polemik dar, und versuchen wir, ein Stückchen trotz dieser Unterschiede zusammenzuarbeiten: es läßt sich auf Grund des Gemeinsamen sicher eine Basis finden, auf der wir reibungslos miteinander verkehren können. […]
Vielleicht nun ist Ihr Vorschlag einer Schule noch besser. Vor allem, weil ein Gedankenaustausch dabei ungezwungen, öfter, und ohne die verhetzende und zum Starrsinn reizende Mitwirkung einer boshaft zusehenden Öffentlichkeit stattfinden könnte. Aber auch das Buch wäre zwecks Festlegung des gegenwärtigen Standpunktes nicht von der Hand zu weisen.“
Diese Pläne wurden nicht verwirklicht. Hauer gründete seinen eigenen Kreis von Privatschülern, der von dem der Schönberg-Schüler getrennt blieb. Ab 1937 setzte er in Briefen neben seine Unterschrift einen Stempel mit den Worten: „Der geistige Urheber und (trotz vielen Nachahmern!) immer noch der einzige Kenner und Könner der Zwölftonmusik“.
Im Nachhinein erscheint dieser Streit unverständlich, da beide Kompositionsweisen zu unterschiedlich sind, als dass man sie auf eine einzige, klar definierbare „Erfindung“ reduzieren könnte. Schönbergs Zwölftontechnik ist ein Mittel zum Zweck: sie steht im Dienst seiner expressiv-dramatischen Klangsprache. Demgegenüber erscheint Hauers Methode wie ein esoterisch-kontemplatives Spiel, das seinen Sinn in sich selbst trägt. Die „Zwölftonspiele“ folgen dementsprechend einem einheitlichen Grundmuster: Zunächst wird die Zwölftonreihe exponiert – zuweilen in rhythmisierter Form, zuweilen „monolithisch“. Dann wird sie in einen vierstimmigen Satz zerlegt und kontrapunktischen Verfahren (z. B. Stimmtausch) unterworfen. Im Mittelpunkt stehen die harmonischen Fortschreitungen; melodische und motivische Elemente sind stets nur Auffüllungen, Auszierungen. Der Tonumfang ist relativ beschränkt; melodische und rhythmische Figuren werden kaum oder gar nicht verändert. Es gibt keine Phrasierungsbögen, keine dynamischen Entwicklungen, keine Höhepunkte. Dieser Mangel an individueller Prägung wurde u. a. von Herbert Eimert und Theodor W. Adorno scharf kritisiert. Adorno bezeichnete Hauers Kompositionen als Erzeugnisse eines „Uhrmachers“.

## Werke (Auswahl)

### Kompositionen
(Das Verzeichnis von Lafite nennt 576 Einzeltitel)

#### Bühnenwerke
- Salambo (op. 60; 1929). Oper in 5 Akten (7 Bildern). Libretto: Josef Matthias Hauer (nach Gustave Flauberts „Salambo“). Teil-Aufführung 1930 Berlin (Dirigent: Otto Klemperer). UA (konzertant) 1983 Wien (ORF, Funkhaus)
- Die schwarze Spinne (op. 62; 1932). Deutsches Singspiel in 2 Akten. Libretto: Hans Schlesinger (nach Jeremias Gotthelfs „Die schwarze Spinne“). UA 23. Mai 1966 Wien (Theater an der Wien; Dirigent: Michael Gielen)

#### Vokalkompositionen
- Lied des Letzten (op. 4; 1913) für Singstimme und Klavier
- Fünf Lieder (op. 6; 1914) für mittlere Stimme und Klavier. Texte: Friedrich Hölderlin

1. Der gute Glaube – 2. Hyperions Schicksalslied – 3. Sonnenuntergang – 4. Vanini – 5. Lebenslauf
- Chorlieder aus den Tragödien des Sophokles (op. 7; 1914) für Männerchor und Klavier (oder Orgel). Texte: Sophokles
- Prometheus (op. 11; 1914) für Bariton und Klavier. Text: Johann Wolfgang von Goethe

- Fassung für Bariton und Orchester

- Drei Lieder (op. 12; 1914/15) für mittlere Stimme und Klavier. Texte: Friedrich Hölderlin

1. Ehmals und jetzt – 2. Abbitte – 3. Die Heimat
- Bange Stunde (op. 14; 1918) für Singstimme und Klavier. Text: Karl Kraus
- Der gefesselte Prometheus (op. 18; 1919) für Bariton und Klavier. Text: Aischylos
- Acht Lieder (op. 21; 1922) für mittlere Stimme und Klavier. Texte: Friedrich Hölderlin
- Vier Lieder (op. 23; 1923/24) für mittlere Stimme und Klavier. Texte: Friedrich Hölderlin

1. Abendphantasie – 2. Der gefesselte Strom – 3. Des Morgens – 4. An die Parzen
- Lied der Liebe (op. 24; 1923) für 3-stimmigen Frauenchor, Klavier und Harmonium. Text: Friedrich Hölderlin
- Sieben Lieder (op. 32; 1924) für mittlere Stimme und Klavier. Texte: Friedrich Hölderlin

1. Lebensgenuß – 2. An eine Rose – 3. Der Gott der Jugend – 4. An ihren Genius – 5. Am Abend – 6. Empedokles – 7. Gesang des Deutschen
- Suite Nr. 3 (op. 36; 1925) für Bariton und Orchester. Text: Friedrich Hölderlin
- Fünf Lieder (op. 40; 1925) für mittlere Stimme und Klavier. Texte: Friedrich Hölderlin

1. Vulkan – 2. Ihre Genesung – 3. Tränen – 4. Diotima – 5. An die Ruhe
- Lateinische Messe (op. 44; 1926) für gemischten Chor, Orgel und Kammerorchester
- Lateinische Messe (op. 46; 1926; Fragment)
- Wandlungen (op. 53; 1927 / revidierte Fassung: op. I). Kammeroratorium für 6 Solostimmen, 4-stimmigen gemischten Chor und Orchester. Texte: Friedrich Hölderlin. UA 1928 Baden-Baden (Kammermusikfest; Dirigent: Hermann Scherchen)
- Vom Leben. Eine poetische Lesung mit Musik (op. 57; 1928) für Sprecher, kleinen 4-stimmigen gemischten Chor und Kammerorchester. Texte: Friedrich Hölderlin
- Emilie vor ihrem Brauttag (op. 58; 1928). Kantate für Alt und Orchester. Text: Friedrich Hölderlin
- Tanzfantasien Nr. 1&2 (op. 65; 1932/33) für Sopran, Alt, Tenor, Bass und Orchester
- Der Menschen Weg (op. 67; 1934 / revidierte Fassung: op. II; 1952). Kantate für 4 Soli, 4-stimmigen gemischten Chor und Orchester. Texte: Friedrich Hölderlin
- Empedokles (op. 68; 1935) für Soli, Männerchor und Orchester. Text: nach Friedrich Hölderlin
- Rezitativ (op. 76,1; 1938) für Bariton und Klavier. Text: Friedrich Hölderlin
- Frühling (op. 76,2; 1938) für gemischten Chor, Violinen und Violoncelli. Text: nach Friedrich Hölderlin
- Meine geliebten Tale lächeln mich an (1949) für mittlere Stimme und Klavier. Text: nach Friedrich Hölderlin
- Hölderlin-Rezitationen (1949) für Frauenstimme und Klavier

#### Orchesterwerke
- Erste Symphonie (op. 1; 1912). UA 1913 St. Pölten. – Später umgearbeitet zum 7-teiligen Zyklus Nomos (siehe unter: Klaviermusik)
- Apokalyptische Fantasie (op. 5)
- Suite Nr. 1 (op. 31; 1924)
- Suite Nr. 2 (op. 33; 1924)
- Romantische Fantasie (op. 37; 1925)
- Suite Nr. 4 (op. 43; 1926)
- Suite Nr. 5 (op. 45; 1926)
- Suite Nr. 6 (op. 47; 1926; 3.2.2.2 – 1.1.0.0 – Klavier – Pauken, Schlagzeug[4] – Streicher: 14.12.10.8.2)

- Bearbeitung: Streichquartett Nr. 6 (op. 47; 1926)

- Suite Nr. 7 (op. 48; 1926; 1.1.2.1 – 2.1.0.0 [Bläser möglichst zu verdoppeln] – Klavier – Pauken, Schlagzeug[4] – Streicher: 16.0.8.4.4). UA 1927 Frankfurt am Main (Fest der IGNM; Dirigent: Hermann Scherchen)
- Fantasien für Klavier, Orgel und Streichorchester / Symphonische Stücke für Klavier, Harmonium und Streichquartett (op. 49; 1926)
- Sinfonietta (op. 50; 1927). Symphonische Stücke für großes Orchester (2.2.2.2 – 2.2.0.0 – Klavier – Pauken; Schlagzeug[4] – Streicher: 12.10.8.6.4)
- Suite Nr. 8 (op. 52; 1927)
- Violinkonzert (op. 54; 1928) in einem Satz (Orchester: 2.2.2.2 – 2.1.1.0 – Pauken; Schlagzeug[2] – Streicher: 16.14.10.8.6). UA 1928 (Dirigent: Hermann Scherchen)
- Klavierkonzert (op. 55; 1928) in einem Satz (Orchester: 2.2.2.2 – 2.1.1.0 – Pauken; Schlagzeug[2] – Streicher)
- Divertimento (op. 61; 1930) für Kammerorchester
- Konzertstück (op. 63; 1932)
- Diabolo-Walzer (op. 64; 1932) für Kammerorchester
- Tanzfantasien Nr. 3-7 (op. 66; 1933) für Kammerorchester
- Tanzsuite Nr. 2 (op. 71; 1936)
- Zwölftonmusiken für Orchester (opp. 74; 75; 76,4; 77–85; 88; 89,1&2; 1937–1939)
- Zwölftonmusik für Orchester mit einer Zwölftonreihe, die in sechs verschiedenen Tropen steht (1945)
- Langsamer Walzer (op. V; 1953)

#### Klavierwerke
- Nomos (op. 1; 1912) in 7 Teilen, für Klavier zu 2 Händen und Klavier zu 4 Händen (oder Harmonium)
- Nomos (op. 2; 1913) in 5 Teilen, für Klavier zu 2 Händen und Klavier zu 4 Händen (oder Harmonium)
- Sieben kleine Stücke (op. 3; 1913) für Klavier (oder Harmonium) (Rudolf Wondracek [1886–1942] gewidmet)
- Morgenländisches Märchen (op. 9; 1915) für Klavier zu 2 Händen und Klavier zu 4 Händen (oder Harmonium)
- Tanz (op. 10; 1915) für Klavier
- Fünf kleine Stücke (op. 15; 1919) für Klavier (oder Harmonium) (Wilhelm Fischer gewidmet)
- Nachklangstudien (op. 16; 1919) für Klavier (Anna Höllering [1895–1987] gewidmet)
- Fantasie (op. 17; 1919) für Klavier (oder Harmonium) (Hildegard Itten gewidmet)
- Nomos (op. 19; 1919) für Klavier (oder Harmonium) (Agathe Kornfeld gewidmet)
- Atonale Musik (op. 20; 1920–1922) für Klavier
- Präludium (I) (1921) für Celesta
- Melodien (1921) für Klavier (oder Celesta, oder Harmonium) (Emil Klein gewidmet)
- Melodien (I) (1921) für wohltemperierte Instrumente (Franz Höllering gewidmet)
- Melodien (II) (op. 34; 1921) für wohltemperierte Instrumente (Eugenia Schwarzwald gewidmet)
- Barockstudien (1921) für Klavier (Albert Linschütz gewidmet)
- Präludium (II) (1921) für Celesta (Otto Stoessl gewidmet)
- Neun Etüden (op. 22; 1922) für Klavier (Arnold Schönberg gewidmet)
- 60 kleine Stücke (op. 25; 1923) für Klavier

- Darin: 16 Klavierstücke mit Überschriften nach Worten von Friedrich Hölderlin (Erich Köchert gewidmet)

- Fantasie (op. 39; 1925) für Klavier
- Musik-Film (op. 51; 1927). 21 Stücke für Klavier
- Zwölftonspiel Weihnachten 1946
- Labyrinthischer Tanz (op. III; 1952) für Klavier zu 4 Händen
- Zwölftonspiel für Klavier zu vier Händen (1956)
- Hausmusik (1958) für Klavier zu 4 Händen

#### Kammermusik (1–9 Spieler)
- Vier Stücke für Violine und Klavier (op. 28; 1924)
- Fünf Stücke für Violine und Klavier (op. 41; 1925)
- Kammermusik (op. 49; 1926)
- Skizzen für Violine und Klavier (~1926)
- Sieben Stücke für Violine solo (op. 56; 1928)

1. Harlekin – 2. Mückentanz – 3. Fein Gesponnen – 4. Tanz der Gefiederten – 5. Harte Auseinandersetzung – 6. Spanische Reitschule – 7. Walzer
- Tanzsuite Nr. 1 (op. 70; 1936)
- Tanzsuite Nr. 2 (op. 71; 1936) für 9 Soloinstrumente (1.1.1.1 – 0.0.0.0 – Klavier – Streicher: 1.1.1.1.0)
- Zwölftonmusik für neun Soloinstrumente (op. 73; 1937)
- Zwölftonspiel für fünf Violinen (Hermann Heiß gewidmet) (1949)
- Zwölftonspiele für Violine und Klavier
- Chinesisches Streichquartett (op. IV; 1953)

### Schriften
(17 theoretische Abhandlungen [1918-1926], 33 Zeitschriftenaufsätze, Essays und unveröffentlichte Manuskripte [1919-1948])
- Über die Klangfarbe (op. 13). 1918
- Vom Wesen des Musikalischen. Waldheim-Eberle, Leipzig / Wien 1920
- Deutung des Melos. 1923
- Atonale Melodienlehre. Manuskript, 1923
- Vom Melos zur Pauke. Universal Edition, Wien 1925 (Arnold Schönberg gewidmet)
- Zwölftontechnik. Die Lehre von den Tropen. Universal Edition, Wien 1926
- Die Tropen. In: Musikblätter des Anbruch. Universal Edition, Wien 6.1924,1, S. 18–21
- Säen und Ernten. In: Musikblätter des Anbruch. Universal Edition, Wien 8.1926,1, S. 13–17
- Der Goldene Schnitt. Eine Rechtfertigung der Zwölftonmusik. Manuskript, 1926
- Kosmisches Testament. 3 Manuskripte: 1937, 1941, 1945

## Schüler von Josef Matthias Hauer und Teilnehmer des Seminars
- Friedrich Cerha (1926–2023), Komponist
- René Clemencic (1928–2022), Musikwissenschaftler, Dirigent, Komponist
- Franz Ertel, Komponist
- Nikolaus Fheodoroff (1931–2011), Komponist, Dirigent
- Ferdinand Grossmann (1887–1970), Komponist, Dirigent
- Hermann Heiß (1897–1966), Komponist
- Arnold Keyserling (1922–2005), Philosoph
- Paul von Klenau (1883–1946), Komponist, Dirigent
- Gerhard Rühm (* 1930), Schriftsteller, Komponist, bildender Künstler
- Heinrich Simbriger (1903–1976), Komponist, Musiktheoretiker
- Victor Sokolowski (1911–1982), Cembalist, Pianist, Organist, Musikpädagoge
- Othmar Steinbauer (1895–1962), Komponist, Musiktheoretiker
- Walter Szmolyan (1929–1995), Musikwissenschaftler
- Johann Ludwig Trepulka (1903–1945?), Komponist, Pianist